# La Plana (Conques)
La Plana és una plana agrícola del terme municipal d'Isona i Conca Dellà, a l'antic terme de Conques, al Pallars Jussà.
Es troba a l'extrem sud del terme, a l'esquerra del riu de Conques i al peu de migdia del Serrat de Carreró, just al nord-est de la Venta del Jaumet, a l'esquerra del barranc de la Rovira.